# Nizina Cisy

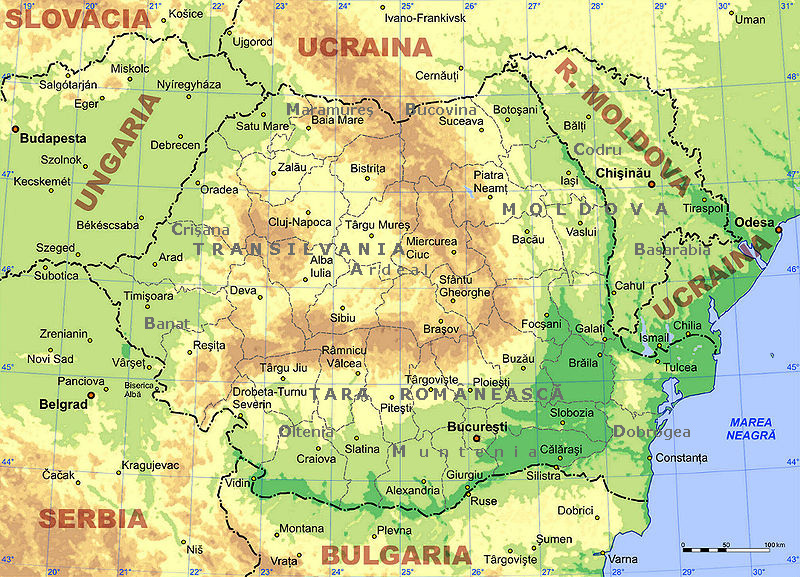

Nizina Cisy (rum. Câmpia Tisei, Câmpia de Vest) - region fizycznogeograficzny wyróżniany w geografii rumuńskiej. 
Mianem Niziny Cisy geografowie rumuńscy określają wschodni pas Kraju Zacisańskiego na Wielkiej Nizinie Węgierskiej, znajdujący się w obecnych granicach Rumunii. Północna, zachodnia i południowa granica regionu jest sztuczna - stanowią ją granice państwowe Rumunii z Ukrainą, z Węgrami i z Serbią. Na wschodzie Nizinę Cisy ograniczają zachodnie stoki Wschodnich Karpat, Gór Zachodniorumuńskich i Karpat Południowych. Rzeki spływające z tych gór na zachód - lewe dopływy Cisy - dzielą Nizinę Cisy na szereg mniejszych jednostek. Od północy są to: 
- Równina Samoszu (Câmpia Someșului)
- Równina Kereszów (Câmpia Crișurilor)
- Równina Banatu (Câmpia Banatului)

Równiny te stanowią powstałe w późnym trzeciorzędzie stożki napływowe Samoszu, Kereszów, Maruszy i pomniejszych rzek. Nizina Cisy jest częściowo zabagniona, pokryta lessem i urodzajnym czarnoziemem. Jej najniższy punkt - 80 m n.p.m. - znajduje się u przecięcia Temeszu z granicą rumuńsko-serbską. Nizina Cisy stanowi ważny region rolniczy Rumunii. 